# Bjørneøen
 Denne artikel omhandler en ø på Svalbard. For selskabet, se Bjørnøen A/S.
Bjørneøen (på norsk Bjørnøya) er en ø i Barentshavet på 178 km². Øen blev opdaget af den nederlandske opdagelsesrejsende Willem Barents i 1596. På vej til land mødte hans folk en svømmende isbjørn, hvilket har givet navn til øen. Den afsiddesliggende ø hører under Norge, og ligger et stykke syd for Spitsbergen i øgruppen Svalbard. Alligevel regnes den normalt som en del af øgruppen, og er da også en del af Svalbard administrativt set. Siden 1900-tallet er øen på grund af sin beliggenhed strategisk set blevet stadig mere attraktiv, både fra en militær, økonomisk og resourcemæssig synsvinkel.

## Historie
I 1600- og 1800-tallet blev der drevet intens hvalrosfangst på Bjørneøen og flere andre steder i Arktis, hvilket medførte at bestanden blev udryddet. Mange fangstfolk frøs eller sultede ihjel. Fund i en del grave tyder også på voldsanvendelse mellem de forskellige fangstekspeditioner.
Man har også jaget isbjørne. Desuden har der været norsk og russisk hval- og sælfangst i havområderne omkring øen. Rester af en hvalstation fra 1905-08, findes på øen.
Bjørneøens status som norsk land blev endelig fastslået ved Svalbardtraktaten af 9. februar 1920. Underskrivelsen fandt sted i Paris. De underskrivende lande var Norge, USA, det forenede kongerige Storbritannien og Irland, kongeriget Danmark, Frankrig, kongeriget Italien, kejserriget Japan, kongeriget Nederland og kongeriget Sverige. Blandt de lande der senere tiltrådte aftalen var blandt andre Sovjetunionen, selv om de i 1944 forestillede sig en anden løsning.
Ikke kun nordmænd, men også svenskere har gennemført geografiske ekspeditioner for at udforske øen. En svensk ekspedition gennemførte de første undersøgelser i Ellasjøen, en indsø beliggende på den sydlige del af Bjørneøen. I perioden frem til 1930'erne var der flere ekspeditioner som både beskrev geologi, flora og fauna.
Lige siden 1609 har man været bekendt med at øen havde forekomster af kul. Grubeanlægget ved Tunheim blev efterfølgende etableret med 25 huse, og i perioden 1915-40 blev der gjort optimistiske, men mislykkede forsøg på lønsom grubedrift (bjergdrift). Rester af jernbanelinjen fra gruberne til udskibningshavnen på øen er stadig synlige.
Hele Bjørneøen var i privateje fra selskabet Bjørnøen AS blev stiftet i 1918 frem til 1932, hvor staten overtog alle aktier. Bjørnøen AS eksisterer fortsat som et statsligt aktieselskab. Selskabet Kings Bay AS' bestyrelse er også bestyrelse i Bjørnøen AS. Bestyrelsen er underlagt ejerskabsafdelingen i Norges Nærings- og Handelsdepartement.
I 2002 blev Bjørneøen med havområdet ud til fire sømil fredet som naturreservat.

## Bjørneøens strategiske betydning
Både under anden verdenskrig og under den kolde krig havde farvandet rundt om Bjørneøen stor militærstrategisk betydning. Selv om militærinstallationer eller havne på selve øen ikke giver megen mening, har det været af stor betydning for hvilke lande eller alliancer, der har behersket denne del af Barentshavet.
Under anden verdenskrig kom hverken Bjørneøen eller det øvrige Svalbard under tysk militær kontrol, men i september 1941 placerede den tyske marine en automatisk radiostation på øen.
De vestallierede forsyningskonvojer med militærudstyr til Sovjetunionen sejlede fra Atlanterhavet og forbi Bjørneøen (syd eller nord for øen) på vej til Murmansk og andre havne på Kolahalvøen. Tysklands marine og luftvåbens angreb på konvojerne var særligt intense i netop dette farvand. For eksempel havde konvojen PQ-17, der blev genstand for de kraftigste angreb, sine største tab i området nord for Bjørneøen i juli 1942. De næsten lige så dramatiske angreb på konvojen JW-51B fandt sted nytårsaften 1942 øst for Bjørneøen.
Søslaget ved Nordkap mellem den britiske og den tyske marine fandt sted over et stort havområde sydøst for Bjørneøen i julen 1943, og begyndte tæt på Bjørneøen. Her mistede tyskerne slagskibet Scharnhorst.
I november 1944 foreslog Sovjetunionens udenrigsminister Vjatjeslav Molotov over for Norges udenrigsminister Trygve Lie (fra London-regeringen) at Svalbardtraktaten skulle annulleres, eller "smides i papirkurven", som han sagde. Molotov foreslog at hovedø-gruppen med Spitsbergen skulle gøres til et norsk-sovjetisk kondominium, dvs. komme under norsk-sovjetisk fælles administration. Bjørneøen skulle derimod overføres til sovjetisk suverænitet. Senere, i april 1945, var "forslaget" justeret: Nu mente Sovjetunionen at man skulle enes om at "forsvaret af Svalbardøgruppen er et fællesanliggende for Norge og Sovjetunionen." Til gengæld undgik de begrebet kondominium, og der blev ikke sagt noget om at Bjørneøen skulle overføres til sovjetisk suverænitet. Sovjetunionen frafaldt derefter i sin pågående interesse for justeringer af status quo.
Under den kolde krig var farvandene mellem Finnmark og Svalbard af stor militær interesse. Den sovjetiske nordflåde måtte gennem disse farvande for at nå ud til Nordatlanten. Dette gjaldt ubetinget alle overfladeskibe, og selv om ubådene kunne benytte sig af ruter nord for Svalbard, passerede de alligevel almindeligvis mellem det norske fastland og Bjørneøen, eller mellem Bjørneøen og Spitsbergen, eftersom dette var den korteste og nemmeste kurs. NATOs overvågning af farvandene var intens, både med skib, fly, satellitter og f.eks. lytteudstyr på havbunden.
Den 7. april 1989 udbrød der brand om bord på den sovjetiske atomubåd K-278 Komsomolets, og den sank 74 kilometer syd-sydøst for Bjørneøen. Af mandskabet på ubåden omkom 42, mens 25 blev reddet. Andre episoder af lignende (men muligvis mindre alvorlige) karakter fandt sted i samme periode i farvandet noget længere væk fra Bjørneøen. Norske analyser af prøver taget i 1994 på havbunden ved den forliste Komsomolets har vist at radioaktivt plutonium lækker eller har lækket ud af de to atomtorpedoer i vraget.
Den norske kystvagt og luftforsvarets 337- og 330-eskvadroner overvåger fortsat farvandene, men nu er hovedårsagen forbundet med forvaltningen af de store fiskeriressourcer i havområderne, for at forhindre over- og tyvefiskeri. Der har været, og er til dels stadig, særlige vanskelige konflikter med udenlandske fiskere, blandt andre med islandske og russiske fiskebåde.

## Geografi
Hovedparten af øen er det beskyttede Bjørnøya Naturreservat. Øens midtpunkt ligger omkring 74°26′ N 19°04′ Ø. Bjørneøens naturreservat blev oprettet ved kongelig resolution den 16. august 2002. Naturreservatet omfatter hele øen og tilhørende havområder ud til fire sømil, med undtagelse af et mindre landareal på 1,2 km² omkring stationen i nord.
Af form er øen nærmest trekantet, med en spids omtrent stik syd, og den måler cirka 20 kilometer fra nord til syd, og er cirka 15 kilometer på det bredeste sted. Øen stikker op fra et undervandsplateau med en dybde på mindre end 100 meter. Den er stærkt påvirket af bølgeaktivitet, og er derfor næsten overalt omgivet af bratte klippekyster. Landskabet kan naturligt deles i et sydligt fjeldområde og et nordligt lavlandsområde. Fjeldområdet udgør cirka en tredjedel af øens areal, mens lavlandsområdet udgør to tredjedele. Lavlandsområdet ender oftest i en 10-30 meter høj skrænt mod havet, noget der de fleste steder gør landing med båd vanskelig. Der er enkelte vige med sandstrande og sandbund, men heller ikke disse er særlig godt beskyttet mod vind og hav. Kystlinien er overalt stærkt udsat, og havet graver sig stadig længere ind, særlig i de yngre, løse klippearter går erosionen hurtigt.
Den sydlige del af øen domineres af fjeldmassiver. Miseryfjellet med de tre toppe Urd (536 meter), Verdande (462 meter) og Skuld (454 meter), samt Antarcticfjellet på 360 meter præger sydøstkysten. Fra sydspidsen og fem kilometer opover langs vestkysten rejser Fuglefjellet (411 meter), Hambergfjellet (440 meter) og Alfredfjellet (420 meter) sig som høje kystklipper fra havet. Rundt omkring på den sydligste del af øen er der lodrette fjeldvægge på mere end 400 meter, som går direkte ned i havet. Høje, frie fjeldvægge nær kysten findes også på Miseryfjellets østside. Nær sydspidsen har bølgernes erosion sammen med spaltningen af klipperne dannet fritstående "klippestolper" som Sylen og Stappen. Mindre "klippestolper" findes også på nordøst- og vestsiden af øen. På sydøen findes også kysthuler, blandt andre den kendte Perleporten, hvor det er muligt at passere i mindre både.
Bjørneøen har over 700 små indsøer, som dækker omkring elleve procent af arealet. De største indsøer er Øyangen midt på øen og Laksvatnet i nord. I syd ligger Ellasjøen, opkaldt efter hustruen til lederen af en svensk forskningsekspedition i 1920'erne. Blandt andre søer er Spælvatnet, Vomma, Helin, Kalven, Lomvatnet og Hausvatnet.

## Virksomhed på Bjørneøen i dag
Som på Jan Mayen er der ikke permanente bosættelser på øen, men på nordsiden af øen ligger Bjørnøya Meteorologiske Stasjon, der er bemandet året rundt. Stationen ligger i Herwighamna og er den eneste faste virksomhed på øen. Her er det normalt ni ansatte med halvårskontrakter.

### Bjørnøya Meteorologiske Stasjon
Arbejdet på Bjørneøens meteorologiske station består hovedsagelig af telekommunikation (Bjørnøya Radio) og meteorologiske observationer. Desuden betjener mandskabet en del forskningsinstallationer for norske og udenlandske forskningsinstitutioner. En ny stationsbygning blev taget i brug i 1968.

### Bjørnøya Radio
Bjørnøya Radio (LJB) blev oprettet i 1919. I efteråret 1996 blev ekspeditionen fjernstyret over satellit og styres nu fra Bodø Radio. Bygningen der husede den gamle Bjørnøya Radio er i dag indrettet som museum. Den gamle radiobygning blev opført i 1940'erne.

### Forskning i dag
Norsk Polarinstitutt gennemfører årlige ekspeditioner til Bjørneøen, for det meste i ornitologisk forskningsøjemed. Udsigterne til olieundersøgelser i farvandene syd for Bjørneøen har øget vigtigheden af forskning og observationer. Dette var baggrunden for at polarinstituttet i 1986 etablerede et program for overvågning af havfuglebestanden på Bjørneøen. Der lægges i stigende grad også vægt på forskning i klimaændringer og på miljøforgiftning.
I de senere år har natur- og miljøforskningen, der har vært gennemført på øen, givet resultater som vækker international opsigt. I 1980'erne blev der fundet døde polarmåger på Bjørneøen. Fund af miljøgifte i det arktiske miljø og en begyndende forståelse for at miljøgifte kan langtransporteres med luft- og havstrømme, medførte at overvågningsprogrammet AMAP (Arctic Monitoring and Assessment Programme) blev iværksat i 1991. Miljøgiftene på øen er langtransporteret og kommer fra de industrialiserede lande længere mod syd. Organiske miljøgifte opkoncentreres i de fedtrige arktiske fødekæder, og flere undersøgelser har vist at miljøgiftene kan påvirke dyrelivet negativt.

### Turisme
Turiststatistikken for Bjørneøen er meget mangelfuld. Det skyldes blandt andet at en del både anløber Bjørneøen på vej nordover, uden at have været i kontakt med Sysselmannen på Svalbard. Omkring årtusindeskiftet blev der alligevel registreret en noget stigende frekvens af turister som besøgte øen. Der er kun registreret turister i månederne juni til september.
Ud fra hvor det er muligt at gå i land, samt kendskabet til hvor folk går i land, ved man at det oftest er i Sørhamna, Kvalrossbukta, Russehamna og Herwighamna (stationen) folk går i land fra både. Ved gode vejr- og landgangsforhold bliver Tunheim også ind i mellem besøgt. Desuden sejler flere både, der passerer Bjørneøen med turister, forbi fuglefjeldene på den sydlige del af øen.

## Dyre- og fugleliv, ferskvandsfisk
Havfuglene dominerer dyre- og fuglelivet på Bjørneøen. De yngler i klippevæggene på hele øen, men særligt store er kolonierne på sydspidsen. Samlet set regnes Bjørneøen for at have en af de største havfuglekolonier på den nordlige halvkugle. En af grundene til oprettelsen af Bjørneøens naturreservat var at tørvafsætningerne på toppen af fuglefjeldene er sårbare, og ville kunne påføres betydelig skade eller blive ødelagt uden en tilstrækkelig beskyttelse.

### Fugle
Der er registreret 126 fuglearter på eller ved øen, nogle af dem ganske vist antagelig tilfældige besøgende fugle med leveområder længere mod syd. 33 arter er registreret som ynglende.
Blandt de mange fuglearter som yngler på øen er alkefugle (som lomvie, polarlomvie, søkonge, lunde, tejst og alk), måger (som ride, gråmåge, svartbag og havterne), vadefugle som andefugle og lommer, og andre havfugle som mallemuk, almindelig kjove og storkjove. Snespurven er eneste spurvefugl som er almindelig på Bjørneøen, om end nogle få stenpikkere også formodes at yngle.
Om efteråret er Bjørneøen en vigtig rasteplads og fødeområde for trækkende gæs fra Spitsbergen og andre dele af Svalbard på vej sydover til vinterkvarter. Dette gælder først og fremmest bramgås, hvoraf så godt som hele bestanden mellemlander på Bjørneøen. Også kortnæbbet gås og knortegås benytter Bjørneøen til mellemlanding på vej sydover. Nogle få par af kortnæbbet gås og bramgås yngler på øen.
Andre observerede polare fugle er fjeldrype (svalbardrype) og sneugle.

### Pattedyr
Af pattedyr er der en beskeden bestand af polarræv på øen, og der er også jævnlige besøg af isbjørne.

### Ferskvandsfisk
Ferskvandsfaunaen beskrives som fattig; den eneste fiskeart er fjeldørred (svalbardørred).

## Andet
Bjørneøen omtales i Alistair MacLeans spændingsroman Bear Island fra 1971. I 1979 blev bogen filmatiseret med Donald Sutherland, Richard Widmark, Vanessa Redgrave og Christopher Lee i hovedrollerne. Filmindspilningen fandt sted i Canada og Alaska, og landskabsscenerne har slet ingen lighed med virkeligheden på Bjørneøen.
Filmen “Operasjon Arktis” omhandler øen Bjørnøya.